# Гарнетт (Канзас)
Гарнетт (англ. Garnett) — місто (англ. city) в США, в окрузі Андерсон штату Канзас. Населення — 3242 особи (2020).

## Географія
Гарнетт розташований за координатами 38°17′9″ пн. ш. 95°14′28″ зх. д. / 38.28583° пн. ш. 95.24111° зх. д. (38.285873, -95.241231).  За даними Бюро перепису населення США в 2010 році місто мало площу 8,29 км², з яких 8,02 км² — суходіл та 0,27 км² — водойми.

## Демографія
Згідно з переписом 2010 року, у місті мешкало 3415 осіб у 1419 домогосподарствах у складі 862 родин. Густота населення становила 412 особи/км².  Було 1591 помешкання (192/км²).
Расовий склад населення:
| - 96,7 % — білих - 0,6 % — корінних американців - 0,5 % — азіатів - 0,4 % — чорних або афроамериканців |

До двох чи більше рас належало 1,3 %. Частка іспаномовних становила 2,1 % від усіх жителів.
За віковим діапазоном населення розподілялося таким чином: 25,1 % — особи молодші 18 років, 52,4 % — особи у віці 18—64 років, 22,5 % — особи у віці 65 років та старші. Медіана віку мешканця становила 40,9 року. На 100 осіб жіночої статі у місті припадало 92,1 чоловіків;  на 100 жінок у віці від 18 років та старших — 88,0 чоловіків також старших 18 років.
Середній дохід на одне домашнє господарство  становив 41 489 доларів США (медіана — 33 053), а середній дохід на одну сім'ю — 51 229 доларів (медіана — 36 672). Медіана доходів становила 31 400 доларів для чоловіків та 29 844 долари для жінок. За межею бідності перебувало 22,4 % осіб, у тому числі 29,7 % дітей у віці до 18 років та 6,5 % осіб у віці 65 років та старших.
Цивільне працевлаштоване населення становило 1455 осіб. Основні галузі зайнятості: освіта, охорона здоров'я та соціальна допомога — 23,0 %, мистецтво, розваги та відпочинок — 16,2 %, роздрібна торгівля — 12,3 %, будівництво — 10,8 %.